# Jacory Patterson
Jacory Patterson, född 2 februari 2000, är en amerikansk friidrottare som tävlar i kortdistanslöpning. Vid inomhusvärldsmästerskapen i friidrott 2025 tog han brons på 400 meter.